# المدرسة الوطنية العليا للبحرية
المدرسة الوطنية العليا للبحرية: أمحمد بوقرة (بالفرنسية: École Nationale Supérieure Maritime - ENSM)‏ هي جامعة جزائرية حكومية تقع في مدينة بو إسماعيل ضمن ولاية تيبازة.

## التأسيس
تم تأسيس المعهد العالي للبحرية بتاريخ 17 سبتمبر 1974م الموافق ليوم 30 شعبان 1394هـ.
وجاء هذا التأسيس بمقتضى الأمر [الفرنسية] رقم 74-86 المتضمن إنشاء «معهد جامعي في مدينة بو إسماعيل».
وتم هذا الإنشاء على شكل مؤسسة عمومية [الفرنسية] ذات طابع إداري موهوبة بالشخصية المعنوية والاستقلالية المالية
وتم وضع هذا المعهد في البداية تحت وصاية وزارة النقل الجزائرية.
وجاء في 1988م قرار ترقية هذا المعهد إلى «معهد وطني للتكوين العالي في البحرية» تحت إشراف وزارة التعليم العالي والبحث العلمي الجزائرية.
ثم تم تحويل هذا المعهد إلى مدرسة خارج الجامعة بتاريخ 31 أوت 2009م تحت مسمى «المدرسة الوطنية العليا للبحرية».
وصارت هذه الهيئة إثر ذلك على شكل مؤسسة عمومية [الفرنسية] ذات طابع علمي وثقافي ومهني موهوبة بالشخصية المعنوية والاستقلالية المالية.

## التسمية
تم تكريم الشهيد أمحمد بوقرة من الولاية الرابعة التاريخية من خلال إعطاء اسمه لهذه المدرسة العليا لتصبح بذلك تسميتها «المدرسة الوطنية العليا للبحرية: أمحمد بوقرة».
وكانت هذه التسمية بمناسبة الاحتفال بذكرى ثورة التحرير الجزائري خلال يوم 1 نوفمبر 2014م.

## الوصاية
تتميز هذه المدرسة العليا بازدواجية الوصاية من طرف حكومة الجزائر على نشاطاتها التعليمية والتكوينية والبحثية.
فتقوم وزارة التعليم العالي والبحث العلمي الجزائرية بالإشراف على الجوانب العلمية والأكاديمية والمنهجية لهذه المؤسسة الجامعية.
وتقوم وزارة النقل الجزائرية بالإشراف على الجوانب التقنية والمهنية والبحرية لهذه المدرسة الوطنية.

## الأهداف
إقدام الجزائر على اقتناء بواخر جديدة يقتضي مرافقة متواصلة من طرف هذه المدرسة العليا من خلال تكوين وسائل بشرية كفؤة سواء تعلّق الأمر بالتكوين المتخصص أو بالتكوين المتواصل.
ويقدّم التقنيون المتخرجون من هذه المدرسة جميعهم الإضافة اللازمة للترسانة البشرية المعنية بتسيير بواخر الأسطول البحري الجزائري الذي كان له تاريخ بحري مجيد في المياه الدولية.
وبما أن البحر منبع للتنمية الاقتصادية ومصدر للأخطار الدائمة، فإن هذه المدرسة الوطنية توفر يدا عاملة مؤهلة لتلبية الحاجة من الموارد البشرية، خاصة أن الجزائر تباشر مشروعا وطنيا لإعادة توسيع وتنظيم الموانئ الجزائرية بالتوازي مع إعادة النظر في تركيبة الأسطول الوطني الجزائري المدعو للتطور مع العصرنة من خلال اقتناء المزيد من البواخر واعتماد التكنولوجيا المتطورة، خاصة أن مشروع ميناء الحمدانية له أهمية اقتصادية إستراتيجية للجزائر.

## تصنيف الجودة
حازت هذه المدرسة العليا بتاريخ 25 مارس 2005م على معيار أيزو 9001:2000 ثم أيزو 9001:2008 ضمن نظام إدارة الجودة، وذلك من طرف المجموعة الألمانية القابضة لاعتماد نظم الإدارة مع معهد تسيير الجودة [الإنجليزية].
وبما أن هذه المدرسة العليا قد استجابت لمتطلبات الاتفاقية الدولية لسنة 2012م، فإنها قد حصلت خلال أفريل 2017م على شهادة الجودة.
وشرعت بعد تصنيفها الجديد في إجراءات اقتناء وسائل بيداغوجية جديدة كتلك التي تعنى بالمحاكاة تماشيا ومتطلبات العصرنة، من أجل تحقيق طموح الريادة على مستوى الدول المغاربية والبحر الأبيض المتوسط.

## الإدارة
يتم تسيير هذه المدرسة العليا من طرف مدير عام بمساعدة أمين عام.
كما يوجد ثلاثة نواب مدير مع مدير مكتبة يسهرون على المهام الإدارية التقنية.
ويوجد مجلس إدارة يضطلع عبر لجان بتقييم النشاطات العلمية والبيداغوجية بالتنسيق مع المجلس العلمي [الفرنسية].

## المدراء العامون
| رقم | المدير        | البداية        | النهاية        |
| --- | ------------- | -------------- | -------------- |
| 01  | جمال درارجة   | 15 مارس 2014م  | 30 أفريل 2017م |
| 02  | عز الدين كرمة | 30 أفريل 2017م | 2018م (حاليا)  |

## المعاهد
تضم هذه المدرسة الوطنية معهدين هما:
1. معهد العلوم البحرية [الإنجليزية].
2. معهد النقل البحري ونشاطات الموانئ [الإنجليزية].

ويضم كل واحد من هذين المعهدين مجلسا علميا [الفرنسية].

## التكوين
تقوم هذه المدرسة الوطنية بتكوين دفعات من الطلبة المتخصصين الذين يلتحقون بعد تخرجهم بمختلف البواخر والفضاءات البحرية عبر الجزائر.

## تخصصات التدرج
تتوفر تخصصات تدرج عديدة على مستوى هذه المدرسة العليا، منها:
1. مرشدون بحريون: تتمثّل مهامهم الرئيسية في استقبال البواخر بمختلف الموانئ الجزائرية وتنظيم عملية الإبحار انطلاقا من الفضاءات المينائية.[25]
2. مهندسو دولة في الميكانيكا البحرية [الفرنسية].[26]
3. مهندسو دولة في الملاحة البحرية.
4. تقنيون في الأمن البحري [الإنجليزية].
5. تقنيون في الأمن المينائي [الإنجليزية].[27]

## تخصصات ما بعد التدرج
تتوفر تخصصات ما بعد تدرج عديدة على مستوى هذه المدرسة العليا، منها:
1. التجارة البحرية [الفرنسية].[29]
2. الأمن البحري [الإنجليزية].[30]
3. القانون البحري.[31]

وتم إدراج هذه التخصصات الجديدة تماشيا والتطورات الحاصلة في مجال دعم الأسطول البحري الجزائري والمعاهدات الدولية التي صادقت عليها الجزائر وفقا لنصوص القانون الدولي.

## التكوين المتواصل
تتوفر تخصصات تكوين متواصل عديدة على مستوى هذه المدرسة العليا تستفيد منها دفعات خاصة عبر تكوين في هياكل المدرسة وفقا لحاجيات كلّ مؤسسة تبرم اتفاقية مع هذه المدرسة العليا.
وفي مجال هذا التكوين المتواصل، فقد ضمنت المدرسة إصدار 3 696 شهادة أكاديمية لفائدة عمال وموظفي عدّة مؤسسات بحرية ومينائية وخدماتية.

## الدورات الدراسية
تقوم هذه المدرسة العليا بتنظيم دورات دراسية لفائدة متخصصين في الميكانيكا البحرية [الفرنسية] والملاحة البحرية لغرض تحيين المعلومات.

## إصدار رخصة قيادة السفن
تقوم هذه المدرسة العليا بإصدار رخص قيادة خاصة تتمثل في رخصة قيادة سفن التسلية [الفرنسية] من النموذج «أ» على مدار دورات تكوين.

## الموقع
تقع «المدرسة الوطنية العليا للبحرية» غير بعيد عن الشريط الساحلي لولاية تيبازة على بعد 15 كلم شمال شرق سد بوكوردان، وعلى بعد 20 كلم شرق ميناء الحمدانية، وعلى بعد 73 كلم شمال شرق سد كاف الدير.
وهذا الموقع الرائع شمال جبال ساحل الجزائر المطلة على الشريط الساحلي والواجهة البحرية، يجعل منه موقعا استراتيجيا مقابلا للطريق الوطني رقم 11.
تقع «مدرسة أمحمد بوقرة» على بعد 56 كلم جنوب غرب قصبة الجزائر، وتطل على البحر الأبيض المتوسط.

## مكتبة الصور

بلدية بو إسماعيل
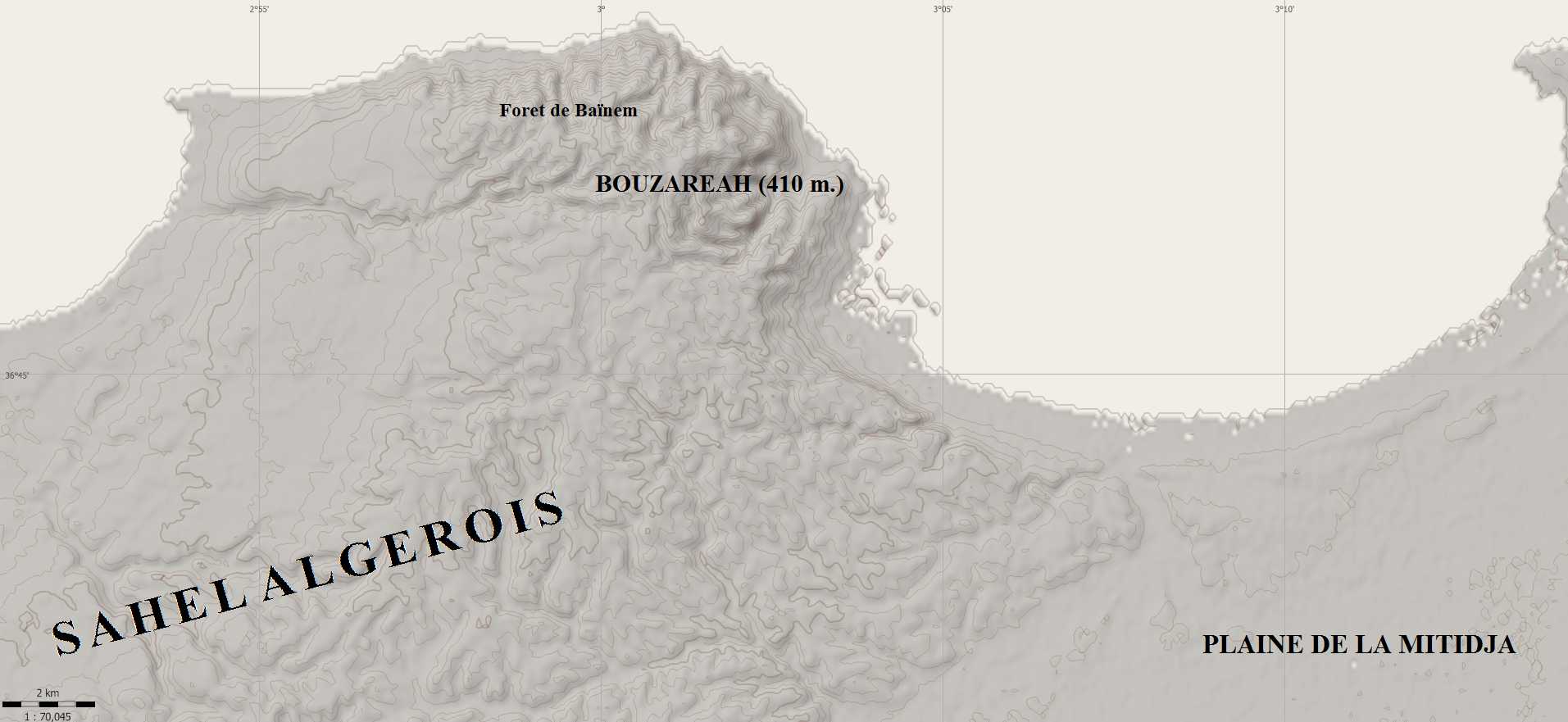
جبال ساحل الجزائر
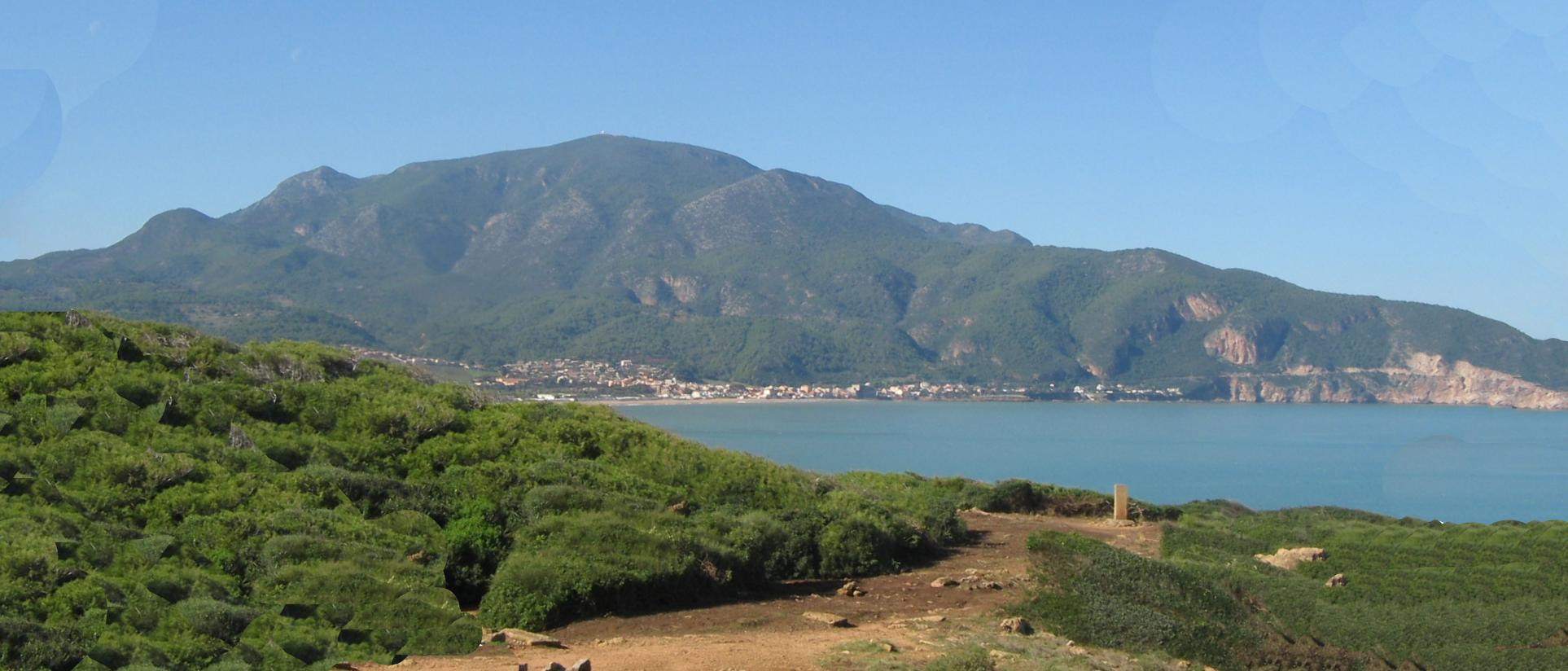
جبل شنوة

### مواضيع ذات صلة
- وزارة التعليم العالي والبحث العلمي الجزائرية
- وزارة النقل الجزائرية
- قائمة الجامعات في الجزائر
- البحرية الجزائرية
- الأسطول البحري الجزائري
- تاريخ البحرية الجزائرية
- قائمة موانئ الجزائر

### فيديوهات
- تخرج 99 تقنيا من المدرسة الوطنية العليا للبحرية في 2017م على يوتيوب.
- تخرج 114 تقني من المدرسة الوطنية العليا للبحرية في 2016م على يوتيوب.
- المدرسة الوطنية العليا البحرية - الشهيد العقيد سي امحمد بوقرة على يوتيوب.
- تيبازة: المدرسة الوطنية العليا للبحرية ببوسماعيل على يوتيوب.
- تيبازة: المدرسة الوطنية العليا للبحرية ببوسماعيل في 2016م على يوتيوب.

### وصلات خارجية
- الموقع الرسمي للمدرسة الوطنية العليا للبحرية.
- المدرسة الوطنية العليا للبحرية  على فيسبوك.